# Страж (Сокульський повіт)
Страж (пол. Straż) — село в Польщі, у гміні Сокулка Сокульського повіту Підляського воєводства.
Населення — 133 особи (2011).
У 1975—1998 роках село належало до Білостоцького воєводства.

## Демографія
Демографічна структура станом на 31 березня 2011 року:
|          | Загалом | Допрацездатний вік | Працездатний вік | Постпрацездатний вік |
| -------- | ------- | ------------------ | ---------------- | -------------------- |
| Чоловіки | 63      | 14                 | 43               | 6                    |
| Жінки    | 70      | 21                 | 36               | 13                   |
| Разом    | 133     | 35                 | 79               | 19                   |